# Кончита (іспанська співачка)
Кончита (нар. 3 березня 1981, Гельсінкі, Фінляндія) — іспанська співачка.

## Дискографія
- Nada más (2007)
- 4.000 palabras (2009)
- Zapatos nuevos (2012)
- Esto era (2014)